# Civrac-en-Médoc
Civrac-en-Médoc (okzitanisch: Sibrac-de-Médoc) ist eine französische Gemeinde im Département Gironde in der Region Nouvelle-Aquitaine mit 636 Einwohnern (Stand: 1. Januar 2022). Sie gehört zum Arrondissement Lesparre-Médoc und zum Kanton Le Nord-Médoc. Die Einwohner werden Civracais genannt.

## Geografie
Civrac-en-Médoc liegt etwa 60 Kilometer nordnordwestlich von Bordeaux im Norden der Halbinsel Médoc. Das Gemeindegebiet gehört zum Regionalen Naturpark Médoc. Umgeben wird Civrac-en-Médoc von den Nachbargemeinden Bégadan im Norden, Couquèques im Osten, Blaignan-Prignac im Südosten und Süden, Lesparre-Médoc im Süden, Gaillan-en-Médoc sowie Queyrac im Westen.
Durch die Gemeinde führt die frühere Route nationale 215 (heutige D1215).

## Bevölkerungsentwicklung
| Jahr                       | 1962 | 1968 | 1975 | 1982 | 1990 | 1999 | 2006 | 2013 | 2020 |
| Einwohner                  | 418  | 427  | 403  | 451  | 510  | 502  | 534  | 628  | 642  |
| Quellen: Cassini und INSEE |      |      |      |      |      |      |      |      |      |

## Sehenswürdigkeiten
- Kirche Saint-Pierre, seit 1925 Monument historique

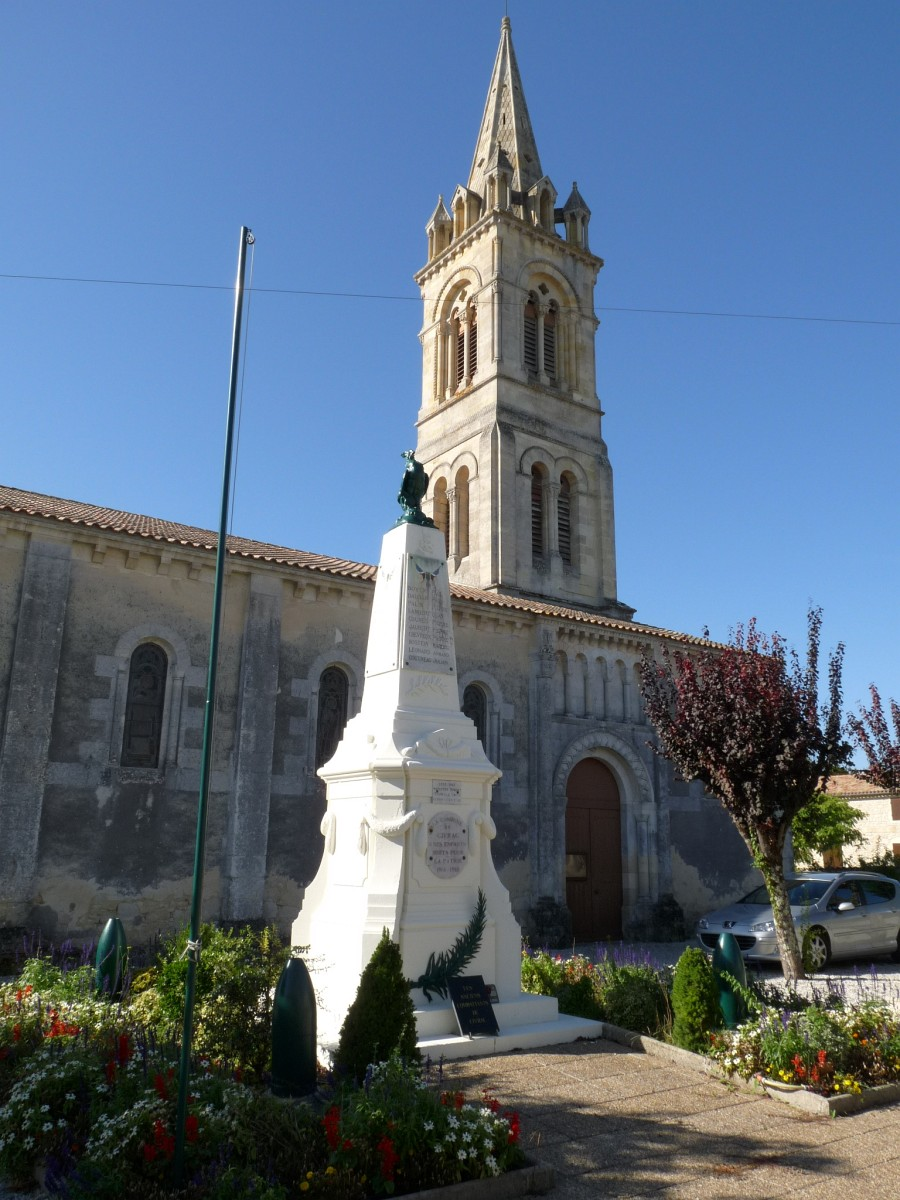
Kirche Saint-Pierre